# 天坑 (電影)
，是一部2021年韓國災難喜劇片，由《深海之战》、《摩天楼》的導演金志勳執導，全哲弘編劇，車勝元、金成均、李光洙和金慧峻主演。電影於2021年8月11日於韓國上映。

## 劇情概要
「好像掉到地下500公尺了…我們出得去嗎？！」
搬到首爾生活的東元（金成昀 飾），實現擁有自己的家的夢想。但從搬到新家第一天開始，就槓上了愛管閒事的住戶萬壽（車勝元 飾）。東元為了紀念有了自己的房子，邀請同事們來新家慶祝。就在大家沉浸於幸福的美夢時，整棟建築竟突然掉進滲穴中！只要一見面就會吵架的萬壽和東元、拜訪東元新家的金代理（李光洙 飾）和實習生恩珠（金慧埈 飾），掉到地下500公尺滲穴中的他們，最後能平安無事地脫困嗎？

## 演員陣容

### 主要人物
- 車勝元 飾演 鄭萬壽
- 金成均 飾演 朴東元
- 李光洙 飾演 金承賢
- 權素賢（朝鲜语：권소현 (배우)） 飾演 小英
- 金慧峻 飾演 洪恩珠

### 其他人物
- 金才禾 飾演 慶美
- 朴玉出 飾演 成勳的母親
- 南多凜 飾演 鄭承泰
- 鄭永淑 飾演 吳奶奶
- 李學周 飾演 鄭代理
- 韓泰琳 飾演 安孝貞
- 金虔右 飾演 秀燦
- 吳子勳 飾演 成勳
- 羅哲 飾演 慶勳
- 尹敦善 飾演 中年男子
- 鄭潤廈 飾演 年輕的母親
- 呂成旭（朝鲜语：어성욱） 飾演 專家

### 特別出演
- 張光 飾演 隔壁鄰居
- 金洪發 飾演 徐局長
- 高昌錫 飾演 救援隊長

## 製作
2019年5月7日，據報導車勝元將出演由金志勳執導的電影《水坑》（워터홀）。5月9日，據報導李光洙和金成均加入演員陣容。8月23日，金慧峻加入演員陣容，片名改名為《天坑》（싱크홀）。主體拍攝於2019年8月27日開始進行。

## 發行
《天坑》原定於2020年秋夕假期在韓國上映，然而受2019冠狀病毒病韓國疫情影響，電影延期上映。2021年6月28日，宣佈電影將於2021年8月11日在韓國上映。

## 奖项荣誉
| 年份   | 颁奖礼                 | 奖项                     | 入围者 | 结果 | 備註   |
| ------ | ---------------------- | ------------------------ | ------ | ---- | ------ |
| 2021年 | 第41届黄金摄影奖颁奖礼 | 摄影导演票选的男子人气奖 | 车胜元 | 獲獎 |        |
| 2021年 | 第42屆青龍電影獎       | 最佳男配角               | 李光洙 | 提名 | [ 11 ] |
| 2021年 | 第42屆青龍電影獎       | 最佳新人男演員           | 南多凜 | 提名 | [ 11 ] |
| 2022年 | 第27屆春史國際電影節   | 最佳技術                 | 金泰榮 | 提名 |        |

## 外部連結
- NAVER上《天坑》的資料
- Daum上《天坑》的資料

- 韩国电影数据库（KMDb）上《天坑》的資料
- 互联网电影数据库（IMDb）上《天坑》的资料（英文）